# Cours Sablon
Le cours Sablon est une voie du centre de Clermont-Ferrand.

## Situation et accès
Le cours Sablon est un large boulevard, permettant deux couloirs de circulation dans chaque sens. Il est bordé d'arbres des deux côtés et les trottoirs sont suffisamment vastes pour laisser la place à une piste cyclable et, presque partout, à des places de stationnement en épi. La numérotation commence au nord, à la jonction avec le boulevard Trudaine ; les numéros pairs sont du côté ouest et les numéros impairs à l'est.
À la différence du boulevard Trudaine (côté ouest), le cours Sablon n'est pas une artère commerciale ; sa vocation est résidentielle et institutionnelle. On peut y voir cependant quelques vitrines (agences immobilières, assurances). Des cabinets de professions libérales et des bureaux de sociétés y sont installés.
Il fait partie de l'ensemble de voies ceinturant le Plateau central, au sud-est de celui-ci. Ce large boulevard bordé d'arbres a été créé en 1800 à l'initiative du maire dont il porte le nom, Antoine Sablon ; il est bordé d'immeubles bourgeois et d'hôtels particuliers, dont certains ont été récemment inscrits comme monuments historiques. Dans sa partie sud, il est bordé par le jardin Lecoq, principal parc du centre ville.
Le cours Sablon est orienté du nord au sud, dans le prolongement du boulevard Trudaine. Il aboutit au carrefour où sont établies les facultés de lettres et sciences humaines et de droit et sciences économiques et où il rencontre le boulevard Gergovia ; en face, dans son prolongement vers le sud, commence le viaduc qui monte vers le quartier Saint-Jacques.
Il traverse deux carrefours principaux :
- avec l'avenue Carnot, qui descend du centre vers le quartier de la gare et l'est de la ville (en sens unique dans le sens de la descente, de l'ouest vers l'est) ;
- avec le boulevard Lafayette, ancienne route de Clermont vers Issoire et le sud du Massif central, qui monte vers la "Pyramide" à l'extrémité méridionale du Plateau central (en sens unique dans le sens de la montée, de l'est vers l'ouest).

Le cours Sablon est un axe de circulation important – et parfois encombré – entre le sud et le sud-ouest de la ville et la place Delille, ainsi que les quartiers nord-est de Clermont-Ferrand. La circulation s'y fait dans les deux sens.

## Origine du nom
La voie porte le nom du négociant et maire de Clermont en 1791-1792, puis entre 1800 et 1804, Antoine Sablon.

## Historique
Le cours Sablon a été ouvert en 1800-1802, sous le nom de « rue des Capucins », sur des terrains occupés antérieurement par des couvents et nationalisés sous la Révolution. Il prend par la suite le nom du maire qui en avait décidé la construction, Antoine Sablon.
Ce fut la première voie de Clermont-Ferrand qui fut revêtue de macadam, dès 1845. Les défilés militaires s'y tenaient.
Le cours Sablon a été, à partir de la fin du XIXe siècle, le lieu de résidence privilégié de la haute société clermontoise, qui y fit construire des hôtels particuliers ou y habitait des immeubles cossus. À la fin du XXe siècle, il eut à subir la concurrence d'autres artères, surtout dans l'ouest de Clermont et à Chamalières, bordées de résidences plus modernes, mais son caractère bourgeois demeure.
En 1854, la fontaine d'Amboise, précédemment installée place Delille, fut transportée au milieu du carrefour du cours Sablon et de l'avenue Carnot. Devenue un obstacle à la circulation, elle fut déplacée en 1962 à la place de la Poterne.

## Bâtiments remarquables et lieux de mémoire

### Du boulevard Trudaine à l'avenue Carnot
Côté pair
- no 2 : imprimerie G. de Bussac. Fondée en 1919 par Gabriel de Bussac, ancien notaire, qui avait repris le fonds de Louis Bellet, principal imprimeur de Clermont[2]. L'immeuble a été restauré en 1902-1903 par Alexis Cournol (1857-1934).
- no 4 : ancienne caserne de gendarmerie, construite par Louis-Charles Ledru, puis Quartier général de la place de Clermont. L'immeuble est occupé aujourd'hui par des services du conseil général du Puy-de-Dôme.

Côté impair
- no 3 : dans cet immeuble a vécu dans son enfance l'écrivain Paul Bourget, dont le père a été professeur à la faculté des sciences de Clermont-Ferrand de 1854 à 1867[3]. Plaque commémorative sur l'immeuble.
- no 9 : hôtel Cote-Blatin, inscrit Monument historique en 2010.

### De l'avenue Carnot au boulevard Lafayette
Côté pair
- no 6 : l'immeuble situé au coin de l'avenue Carnot est occupé aujourd'hui par le tribunal administratif de Clermont-Ferrand. Il s'est installé en 1999[4] dans l'immeuble construit en 1906 pour être le siège de la Caisse d'épargne de Clermont-Ferrand[5]. On peut encore voir, au coin de l'avenue Carnot, le monogramme de la Caisse d'épargne.
- no 12 : villa Michelin. Cette imposante construction a été la demeure d'Édouard Michelin. Le 29 juin 1940, lorsque le gouvernement a quitté Bordeaux et s'est installé à Clermont-Ferrand pour un jour avant de rejoindre Vichy, le maréchal Pétain a logé dans cette maison. Elle n'appartient plus à la famille Michelin, mais la Compagnie générale des Établissements Michelin, société en commandite par actions, société mère du groupe Michelin y a toujours son siège social[6].
- Au coin du boulevard Lafayette : enclos des capucins. L'entrée et la chapelle se trouvent au 9 boulevard Lafayette.

Côté impair
- no 15 : au coin de l'avenue Carnot se trouve la succursale de la Banque de France. Un bâtiment moderne, construit entre 1976 et 1979, a remplacé l'édifice du XIXe siècle[7] déjà occupé par la Banque.
- no 31 : hôtel des états-majors. Il est occupé depuis juillet 2016 par l'état-major de la 4e brigade d'aérocombat.

### Du boulevard Lafayette au boulevard Gergovia
Le côté ouest est bordé sur toute la longueur par les grilles du jardin Lecoq.
Côté impair
- no 47 : hôtel Ledru, inscrit monument historique en 2004[8], construit en 1888-1889 pour Eugène Ledru (1829-1893), directeur de l'École de médecine de Clermont-Ferrand, et frère d'Agis-Léon Ledru, architecte, maire de Clermont-Ferrand et président du conseil général[9]. Il a été occupé au XXe siècle par le mess des officiers.
- no 57 : a été au début du XXe siècle la demeure de François-Philippe Loisel, ingénieur et industriel pionnier de l'électrification des campagnes en Limousin et en Auvergne.[réf. nécessaire]
- no 55 : dernier immeuble du cours Sablon, au coin du boulevard Gergovia, en face de la faculté des lettres. Ancien atelier d'artisan-verrier[10] construit en 1874 par Charles Gomichon des Granges (1825-1910) et illustré surtout par Félix Gaudin[11].